# ディラン・セイジ
ディラン・セイジ（Dylan Sage、1992年1月24日 - ）は、プロD2・USモントーバンに所属するラグビー選手。

## プロフィール
- 南アフリカ・ケープタウン出身。
- ポジションはウィング(WTB)、センター(CTB)。
- 身長 187cm、体重 87kg
- リオ五輪の7人制南アフリカ代表に選ばれ[1]銅メダル獲得。

## 略歴
ブルー・ブルズを経て、2019年、ブルズに加入。
2020年、USモントーバンに加入。